# Svatý rok (film)
Svatý rok (originální francouzský název L'année sainte) je francouzsko-italský film režiséra Jeana Giraulta z roku 1976. Jde o kriminální komedii s Jeanem Gabinem a Jean-Claudem Brialym v hlavních rolích. Šlo o vůbec poslední filmovou roli Jeana Gabina.

## Děj
Dva vězni se rozhodnou utéci z vězení a pro svůj útěk přes hranice zvolí přestrojení za katolické kněží, lupič Max Lambert cestuje v převleku za biskupa, jeho mladší zločinecký kumpán předstírá, že je biskupův asistent a nechá se oslovovat abbé. Cestují spolu s ostatními poutníky letadlem do Říma. Letoun je však na cestě unesen teroristy do Tangeru. Po domluvě s policií se jim oběma nakonec podaří teroristy zneškodnit výměnou za to, že je policie pustí na svobodu. Ukrytý poklad ve formě větší částky peněz z jejich předchozího lupu však již nakonec nenajdou, neboť v místě, kde byly tyto peníze ukryty stojí zbrusu nový kostel, který byl postaven z jejich nálezu při výkopu základů kostela.

## Obsazení
| Jean Gabin            | Max Lambert     |
| Jean-Claude Brialy    | Pierre Bizet    |
| Danielle Darrieux     | Christina       |
| Henri Virlogeux       | komisař Barbier |
| Nicoletta Machiavelli | Carla           |